# Renodes brevipalpis
Renodes brevipalpis là một loài bướm đêm trong họ Erebidae.